# Dimorfisme (geologia)
El dimorfisme és la propietat per la qual alguns minerals o substàncies químiques poden existir en dos sistemes cristal·lins diferents mentre tots dos tenen la mateixa fórmula química. Per exemple, el carbonat de calci (CaCO₃) pot existir com a calcita trigonal o aragonita ortorròmbica. El terme dimorf, s'empra per a qualsevol dels dos sistemes en què s'ordena un mineral o substància que presenta dimorfisme. Si la substància o mineral presenta tres possibles sistemes cristal·lins s'anomena trimorfisme; si en presenta quatre o més, polimorfisme.

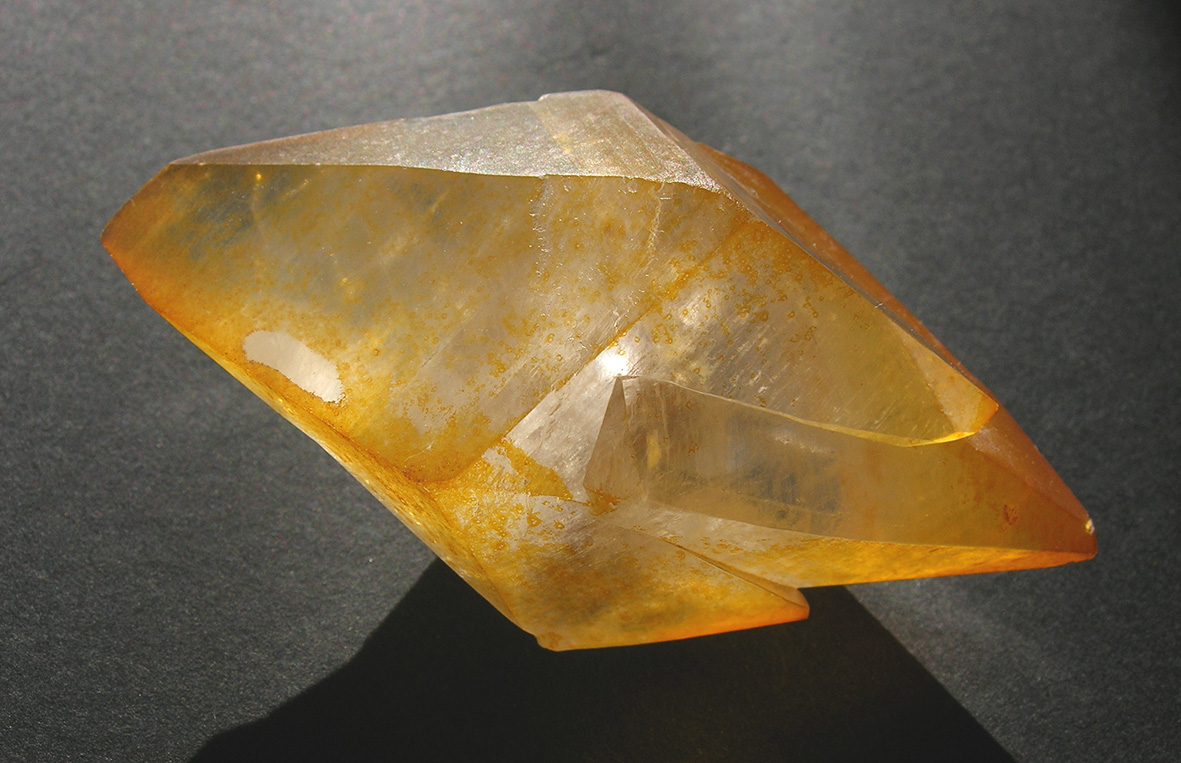
Calcita (trigonal)
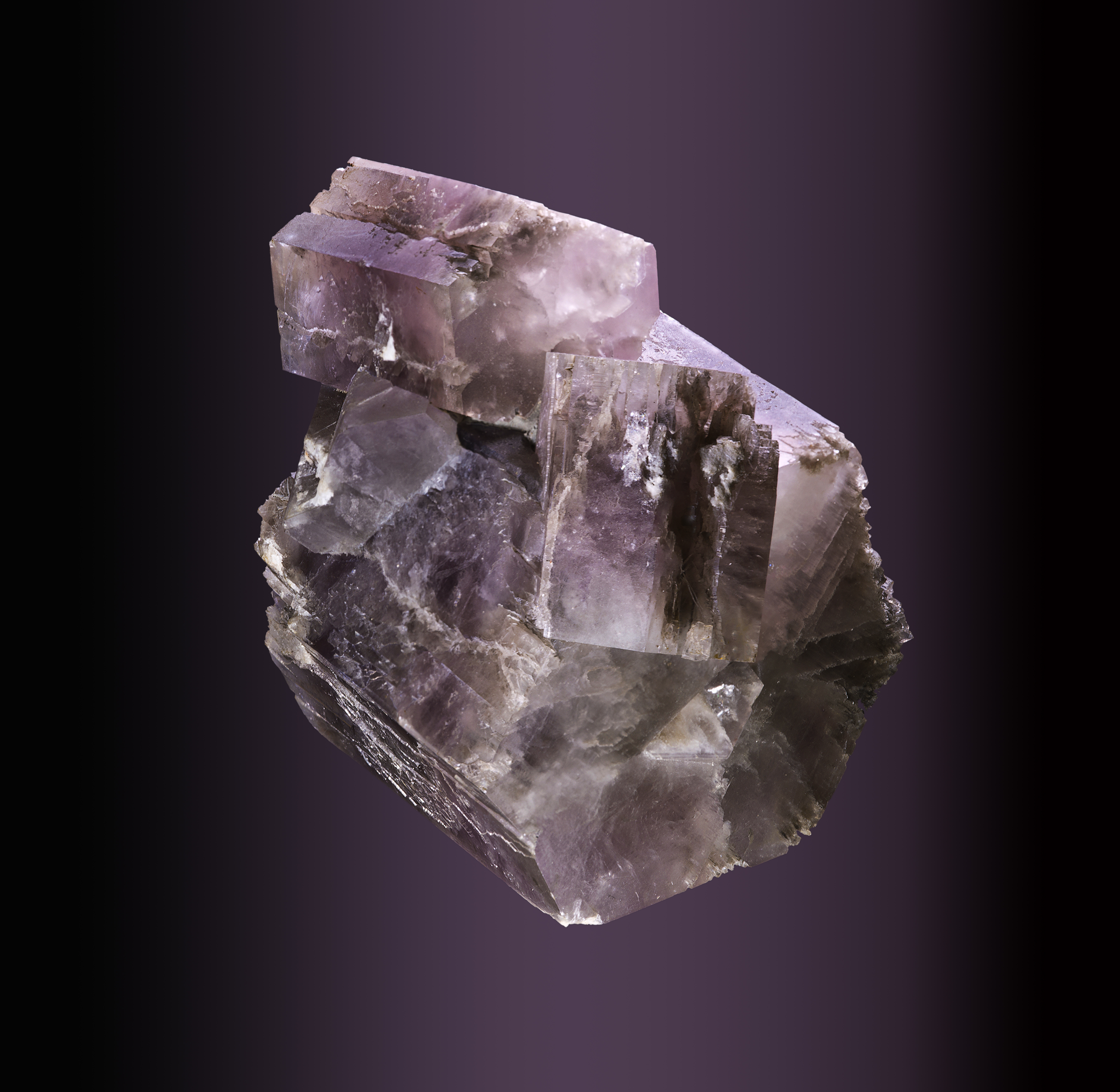
Aragonita (ortorròmbica)